# América do Norte
América do Norte é um continente  nos hemisférios Norte e Ocidental da Terra. Segundo a definição das Nações Unidas e sua divisão de estatísticas, a América do Norte é limitada ao norte pelo Oceano Ártico, a leste pelo Oceano Atlântico, a sudeste pela América do Sul e pelo Mar do Caribe, e a oeste e sul pelo Oceano Pacífico. A região inclui Bahamas, Bermudas, Canadá, Caribe, América Central, Ilha Clipperton, Groenlândia, México, Saint Pierre e Miquelon, Ilhas Turks e Caicos e os Estados Unidos. As Nações Unidas e sua divisão de estatísticas reconhecem que a América do Norte inclui três regiões: América do Norte, América Central e Caribe.
Cobre uma área de cerca de 24,7 milhões de quilômetros quadrados, representando aproximadamente 16,5% da área e 4,8% de sua superfície total do planeta. É o terceiro maior continente em tamanho, depois da Ásia e da África, e o quarto maior continente em população, depois da Ásia, África e Europa. Em 2021, a população da América do Norte foi estimada em mais de 592 milhões de pessoas em 23 Estados independentes, ou cerca de 7,5% da população mundial. Na geografia humana, os termos "América do Norte" e "norte-americano" podem se referir ao Canadá, Estados Unidos, México e Groenlândia ou, alternativamente, Canadá, Groenlândia e os EUA (sendo o México classificado como parte da América Latina) ou simplesmente Canadá e os EUA (sendo a Groenlândia classificada como Ártica ou Europeia (devido ao seu status político como parte da Dinamarca) e o México classificado como latino-americano).
Não se sabe ao certo como e quando as primeiras populações humanas chegaram à América do Norte. Sabe-se que as pessoas viveram nas Américas há pelo menos 20 mil anos, mas várias evidências apontam para datas possivelmente anteriores. O período paleoamericano na América do Norte seguiu o Último Período Glacial e durou até há cerca de 10 mil anos, quando o Período Arcaico começou. A fase clássica ocorreu após o período Arcaico e durou aproximadamente do século VI ao século XIII. A partir de 1000 d.C., os nórdicos foram os primeiros europeus a explorar e, finalmente, colonizar áreas da América do Norte.
Em 1492, as viagens exploratórias de Cristóvão Colombo levaram a um intercâmbio transatlântico, incluindo migrações de colonos europeus durante a Era dos Descobrimentos e o início do período moderno. Os padrões culturais e étnicos atuais refletem interações entre colonos europeus, indígenas, africanos escravizados, imigrantes da Europa, Ásia e descendentes desses respectivos grupos. A colonização europeia na América do Norte levou a maioria dos norte-americanos a falar línguas europeias, como inglês, espanhol e francês, e as culturas da região geralmente refletem tradições ocidentais. Entretanto, partes relativamente pequenas da América do Norte, no Canadá, Estados Unidos, México e América Central, têm populações indígenas que continuam aderindo às suas respectivas tradições culturais e linguísticas pré-coloniais europeias.

## História

### Exploração
Embora navegadores escandinavos tivessem se estabelecido na Groenlândia durante o século X e, eventualmente, alcançado a América do Norte por volta de 1000 d.C., esses exploradores em quase nada contribuíram para o conhecimento da região.

### Explorações espanholas
Depois que Cristóvão Colombo atingiu as ilhas Bahamas em 1492, diversos exploradores espanhóis, partindo da ilha de Hispaniola, iniciaram o devassamento das terras continentais correspondentes à América Central e do Norte. Em 1519, Hernán Cortés iniciou a conquista do México. Seis anos antes, porém, a Flórida havia sido contornada por Juan Ponce de León, e no mesmo ano em que Cortés assenhoreou-se do México, Alonso de Pineda circundava o golfo do México. Durante os anos de 1524 e 1525, o português Estevão Gomes, a serviço da Espanha, realizou o percurso desde Grand Banks até à Flórida. Expedições posteriores alcançaram o interior do continente: Pánfilo de Narváez desembarcou na Flórida (1528), enquanto Álvar Núñez Cabeza de Vaca e o negro escravo atingiram o norte do México (1536) a partir da baía de Galveston. Expedições iniciadas por Hernando de Soto e Marcos de Niza (1539) e por Francisco Vásquez de Coronado (1540) seguiram rotas que se estenderam desde o Grand Canyon até rio Savanna, subiram o vale do Mississipi além do Ohio e alcançaram o rio Kansas. As primeiras expedições espanholas foram completadas em 1542-43, quando Juan Rodríguez Cabrillo e Bartolomé Ferrelo exploraram a costa do Pacífico, desde a baixa Califórnia até um ponto além da latitude 42º00'00"N.

### Explorações inglesas, francesas e holandesas
Enquanto os espanhóis exploravam as baixas latitudes, outros europeus exploravam as costas ao norte. Após a viagem do navegador genovês João Caboto, em 1497, a serviço da Inglaterra, o francês Jacques Cartier subiu o rio São Lourenço a partir de 1534 e Sir Francis Drake explorou o litoral do Pacífico (1578-79). No início do século XVII, franceses e bascos estabeleceram-se no golfo de São Lourenço, dedicando-se ao comércio de peles. Mercadores franceses fundaram Port Royal (1605), mas em 1608 Quebec tornou-se o centro do comércio de peles, e, a partir desse empório, o governador francês do Canadá, Samuel de Champlain, tentou descobrir uma passagem para o Pacífico. As explorações de Champlain e dos missionários franceses resultou no devassamento do sistema de São Lourenço-Grandes Lagos (1650). As rivalidades entre franceses e ingleses levaram estes últimos a organizarem a Companhia da Baía de Hudson, depois que essa região tornou-se conhecida através dos esforços dos exploradores ingleses, entre os quais, sir Martin Frobisher, John Davis e Henry Hudson.
A França, por seu lado, tentava, a todo custo, ampliar sua soberania em terras da América do Norte. Em 1671-72, Paul Denis explorou os rios Saguenay e Rupert até à baía de James, enquanto Simon François Daumont proclamava a suserania francesa sobre o interior da América do Norte, no salto de Santa Maria (1671). Em 1673, Louis Joillet e Jacques Marquette desceram o Mississipi até o Arkansas e, nove anos depois, René Robert Cavelier, apoderou-se em nome da França, de toda a região, que denominou Louisiana. Entre as mais notáveis tentativas dos franceses de estabelecerem conexão com as colônias espanholas foram as de Louis de Juchereau de Saint Denis que, partindo de Natchitoches, na Louisiana, alcançou San Juan Bautista, no México (1714), de Bernard de la Harpe ao longo dos rios Red e Arkansas (1719-22); e de Pierre e Paul Mallet, que seguiram o Missouri e voltaram pelo Mississipi ao longo dos rios Arkansas e Canadense. Nas planícies do norte coube Pierre Gaultier de Varennes, descobrir os lagos Winnipeg, Winnipegosis e Manitoba, além das montanhas Negras.
Enquanto isso, ingleses e holandeses dedicaram-se à exploração das regiões abaixo dos Grandes Lagos e a leste do Mississipi. Destacaram-se nessa tarefa Henry Hudson, que descobriu o vale do Hudson (1609); James Needham, que explorou os rios Tennessee e Ohio (1673); Arnout Cornelius Viele, que encontrou a junção dos rios Arkansas e Mississipi (1692-94); e Henry Kelsey, Anthony Henday e Samuel Hearne, que vasculharam amplas áreas desconhecidas do interior canadense.

### Explorações do Ártico, noroeste, e costa do Pacífico
Exploradores russos demonstraram interesse pela América do Norte no início do século XVIII. Vitus Jonassen Bering atravessou o estreito de Bering em 1728, e, juntamente com Alexei Chirikov, atingiu o sul do Alasca em 1741. Expedições marítimas espanholas exploraram em 1774-75 o litoral da Califórnia até à latitude de 57º00'00"N. James Cook realizou o percurso do Oregon até o estreito de Bering (1778), padre Silvestre Vélez de Escalante, partindo de Santa Fé, explorou os lagos Utah e Sevier e o alto rio Virgínia (1776-77). Em 1789, sir Alexander Mackenzie descia o rio Mackenzie até o oceano Ártico e mais tarde (1805) a expedição de Lewis e Clark, após subir o Missouri, alcançou a desembocadura do rio Colúmbia. Na primeira metade do século XIX, a região ártica foi explorada por diversas expedições, entre elas a de sir John Franklin, John Rae, Thomas Simpson, Frederick W. Beechey, William Edward Parry e John Ross, mas somente entre 1903 e 1906, Roald Amundsen empreendeu a expansão marítima do Atlântico ao Pacífico pelo norte do continente.

### Colonização europeia
Embora comerciantes suecos, holandeses e russos tivessem estabelecido colônias na América do Norte no século XVII, sua contribuição à colonização da região foi pequena comparada com a dos espanhóis, franceses e ingleses.
Coube ao vice-reinado da Nova Espanha, instituído em 1535, velar pelas aquisições territoriais espanholas na área das Antilhas e do continente, ao norte do istmo do Panamá. Os espanhóis avançaram para o norte e em 1560 tomaram a Flórida aos huguenotes. Os esforços dos missionários na Virgínia fracassaram, mas as missões enviadas ao litoral da Geórgia e da Carolina obtiveram êxito. No final do século XVI, Juan de Onate colonizou o Novo México, e Santa Fé foi estabelecida em 1610. No século XVIII, os espanhóis expandiram suas fronteiras do Pacífico, de Sonora até à baía de São Francisco.
Os colonizadores ingleses, que se estabeleceram no litoral atlântico, desde o Maine até à Geórgia, dedicaram-se à agricultura, comércio, pesca e construção naval. Durante a década de 1630, numerosos imigrantes puritanos chegaram a Massachussets e daí se espalharam por Connecticut, Rhode Island e New Hampshire. O desenvolvimento da Pensilvânia iniciou-se em 1682 com a chegada dos imigrantes quakers. No século XVII, milhares de escravos africanos foram introduzidos no sul, e no século XVIII estabeleceram-se correntes migratórias procedentes da Irlanda, Escócia, País de Gales e Alemanha. Por volta de 1760, as colônias britânicas da América do Norte já contavam cerca de 2 milhões de habitantes. Numerosos fatores, como as relações com os índios, a política de ocupação de terras e a fertilidade dos solos, modificaram a colonização, que se caracterizou, no século XIX, pela expansão das fronteiras agrícolas, com o estabelecimento de núcleos pioneiros em Oregon, Utah e Califórnia e a ocupação das planícies, e pelas descobertas de ouro e prata na Califórnia.
Os estabelecimentos franceses na América do Norte, desenvolveram-se na Nova França (Canadá) e na Acádia (litoral da Nova Escócia). Devido à ineficiência da administração privada, a coroa francesa assumiu o controle direto da Nova França, em 1663, expandindo-a, em seguida, ao longo do rio São Lourenço. A Acádia, com seu pequeno número de franceses, passou, em 1713, ao controle da Inglaterra. Estabelecida em 1699, a Louisiana desenvolveu-se sob a administração de um mercador e mais tarde da Companhia das Índias Ocidentais, tornando-se província real em 1731. Mas ingleses e irlandeses também participaram da colonização da Nova França. Imigrantes procedentes da Inglaterra e de Nova Iorque estabeleceram comunidades em Quebec e Montreal, enquanto a revolução americana levou numerosos legalistas a se transferirem para o alto Canadá.

### Principais modificações territoriais

Animação mostrando a formação dos estados norte-americanos desde 1750 até o presente

Os monarcas europeus entenderam que a sua soberania estendia-se a seus súditos estabelecidos no Novo Mundo, e por esse motivo as guerras europeias e as rivalidades na América produziram modificações territoriais na região. Em 1664, a Inglaterra ocupou a Nova Irlanda e em 1713 adquiriu as possessões francesas na Acádia, Terra Nova e Terra de Rupert. Meio século depois, a França cedeu toda a faixa continental a leste do Mississipi à Grã-Bretanha e oeste deste rio à Espanha. Esta, por sua vez, entregou à Flórida aos ingleses. Após a revolução americana, os Estados Unidos obtiveram o território ao sul do Canadá e a leste do Mississipi, enquanto a Espanha recuperava a Flórida (1783).
Napoleão tomou a Louisiana à Espanha mas logo vendeu-a aos Estados Unidos em (1803). Pelo tratado de 1819, a Espanha transferiu a Flórida aos Estados Unidos, os quais acabaram aceitando a fronteira ocidental para a Louisiana que deixava o Texas em mãos dos espanhóis. Após a desintegração do império colonial espanhol na América, colonos estadunidenses revoltaram-se no Texas (1835), proclamando a república, que foi incorporada aos Estados Unidos em 1845. Depois de uma curta guerra com os Estados Unidos, o México renunciou às suas pretensões ao Texas e cedeu o Novo México e alta Califórnia (1848).
A fronteira entre os Estados Unidos e as províncias britânicas do norte foi demarcada ao longo do paralelo 49, de 1818 a 1846. Rússia e Grã-Bretanha estabeleceram a fronteira interior do Alasca em 1825, mas a Rússia vendeu essa região aos Estados Unidos em 1867. As principais modificações territoriais em províncias britânicas ocorreram após 1860, com a incorporação ao Canadá da Nova Escócia e Novo Brunswick (1867). Terra de Rupert (1869), Colúmbia Britânica (1871), ilha do Príncipe Eduardo (1873) e Terra Nova (1949).

## Países

Divisão política da América do Norte

Considerando que a América do Norte acaba na fronteira do México com a Guatemala, pode-se, assim, dizer que a América do Norte é composta pelos seguintes territórios:
Países independentes
- Canadá

É uma federação composta por dez províncias e três territórios, uma democracia parlamentar e uma monarquia constitucional, com o rei do Reino Unido como chefe de Estado — um símbolo dos laços históricos do Canadá com o Reino Unido — sendo o governo dirigido por um primeiro-ministro, cargo ocupado atualmente (2018) por Justin Trudeau. Ocupa grande parte da América do Norte e se estende desde o Oceano Atlântico, a leste, até o Oceano Pacífico, a oeste. Ao norte o país é limitado pelo Oceano Ártico. É o segundo maior país do mundo em área total, atrás apenas da Rússia, e a sua fronteira comum com os Estados Unidos, no sul e no noroeste, é a mais longa fronteira terrestre do mundo.
- Estados Unidos[11]

São uma república constitucional federal composta por cinquenta estados e um distrito federal. A maior parte do país situa-se na região central da América do Norte, formada por 48 estados e Washington, D.C., o distrito federal da capital. Localiza-se entre os oceanos Pacífico e Atlântico, fazendo fronteira com o Canadá a norte e com o México a sul. O estado do Alasca está no noroeste do continente, fazendo fronteira com o Canadá no leste e com a Rússia a oeste, através do estreito de Bering. O estado do Havaí é um arquipélago no Pacífico Central. O país também possui vários outros territórios no Caribe e no Pacífico.
- México

É uma república constitucional federal limitada a norte pelos Estados Unidos; ao sul e oeste pelo Oceano Pacífico; a sudeste pela Guatemala, Belize e Mar do Caribe; a leste pelo Golfo do México. Com um território que abrange quase 2 milhões de quilômetros quadrados, o México é o quinto maior país das Américas por área total e o 14º maior do país independente do mundo. Com uma população estimada em 111 milhões de habitantes, é o 11º país mais populoso do mundo e o mais populoso país da hispanofonia. O México é uma federação composta por trinta e um estados e um Distrito Federal.
Dependências
- Bermudas (território ultramarino do Reino Unido)
- Groelândia (região autónoma dinamarquesa)
- Ilha de Clipperton (território ultramarino francês)
- São Pedro e Miquelão (território ultramarino francês)[13][14][15]